# ダーク・キングダム
ダーク・キングダムは、メディアミックス作品『美少女戦士セーラームーン』の第一期に登場する悪の組織。原作漫画・初代テレビアニメ無印・『Crystal』・実写ドラマ・The Super Liveに登場した。

## 概要
『美少女戦士セーラームーン』の第一期に登場する悪の組織。太陽の闇から生まれたクイン・メタリアを崇める暗黒の王国。怪物の妖魔を人間社会に潜入させ、人間達の生命エネルギー「エナジー」というものを集めている。アジトは北極圏のDポイントにある（実写版では洞窟）。幹部は女王のクイン・ベリルと司令官のダーク・キングダム四天王。
太古の昔に月の王国「シルバー・ミレニアム」の秘宝・幻の銀水晶を求めて地球の王国「地球国」を乗っ取り、シルバー・ミレニアムを攻め滅ぼして月の女王クイーン・セレニティの力で北極圏に封印されていた。しかし20世紀に復活し、王女が持つという幻の銀水晶を探し出し、クイン・メタリアを解放してこの世を暗黒の世界にしようとしている。
初代テレビアニメの設定では憎しみや嫉妬の感情と結びついた暗黒のエナジーに満ちているらしく、強い愛の感情と結ばれた銀水晶の聖なる光に弱い。

## 首領格
クイン・メタリア
声 - 上村典子（初代テレビアニメ）、松岡洋子（Crystal）
太陽の黒点から生まれた闇のエネルギー生命体。黒い靄に似た姿で、額の黒い菱形の模様が心臓部。流星群に紛れて地球に飛来し、ベリルを操って月と地球の戦争を起こし、地球の王子プリンス・エンディミオンと月の王女プリンセス・セレニティも死に追いやる。名前の由来は金属を意味するメタル。
原作
「悪魔」や「魔女」と呼ばれる。クイーン・セレニティの「幻の銀水晶」の力で北極圏に封印されていたが、封印が不完全だったために転生したベリルが訪れて復活。再びベリルに憑依してダーク・キングダムを再興させる。セーラームーンとタキシード仮面を吸収するが、最後はセーラームーンによって弱点の額の模様に「幻の銀水晶」の力を打ち込まれ、真の力を取り戻した銀水晶の輝きを求めながら完全に封印された（暗黒の塵になったとも言われる）。第五期によると、ギャラクシー・コルドロンから生まれたカオスの分身の一人。
初代テレビアニメ
最終的に地球を飲み込むところまで力を増したが、打倒セーラームーンに燃えるクイン・ベリルに「世界の全てを暗黒のエナジーで満たす」という使命を託し、自らの意志でベリルに取り込まれた。
実写ドラマ
月と地球が滅びた原因がメタリアからセレニティになっており、メタリアの正体もセレニティの負の心となっている。プリンセスの力が強くなるほどメタリアの力も強くなる表裏一体の存在として描かれる。
クイン・ベリル
声 - 潘恵子（初代テレビアニメ）、渡辺美佐（Crystal）／実写ドラマ 演 - 杉本彩／ミュージカル 演 - 仁科有理、宮澤明子、初風緑／The Super Live 演 - 京香、哀川まこと／乃木坂46版 - 玉置成実
ダーク・キングダムの闇の女王。燃えるように赤い髪と目を持つ魔術師の女性で、紫のドレス、石のティアラとピアスを着用。魔力がこもった黒い水晶玉を操る。名前の由来はクリソベリル。
元々は地球国の預言者（初代テレビアニメでは魔導士）だったが、地球の王子プリンス・エンディミオンへの密かな恋心をメタリアにつけこまれ、エンディミオンの配下だった四天王を洗脳してダーク・キングダムの指導者になった。地球国の人々を「月の人間は地球の人間を一方的に監視している」と扇動してシルバー・ミレニアムを攻め滅ぼした。
原作
元々黒髪だったが、メタリアに支配されて真っ赤に染まった。20世紀に転生してわけのわからない惹かれでDポイントを訪れるが、そこはメタリアが封印された地点であり、前世の記憶に目覚めてしまう。同じように転生していた四天王を洗脳し、配下に仕立て上げた。物語後半ではうさぎを庇って倒れたエンディミオンの生まれ変わり・衛を連れ去り、メタリアの力で復活させて洗脳し、配下にした。表向きはメタリアに仕えているが、地球を食い潰しかねないメタリアの代わりに幻の銀水晶を手に入れ、支配者となることを目論んでいた。怒りに燃えるセーラーヴィーナスの聖剣で貫かれ、エンディミオンを求めながら滅びた。
初代テレビアニメ
月を侵攻中にエンディミオンに求婚するが拒まれてセレニティ諸共殺してしまい、クイーン・セレニティの力でメタリアごと封印されていた。水晶玉を使って20世紀の様子を調べるなどしていたが、衛の顔を見るなりエンディミオンの生まれ変わりと気付き、衛を暗殺しようとしたゾイサイトを粛清。セーラームーンを庇って倒れた衛をメタリアの力で復活させて洗脳し、最高司令官ダーク・エンディミオンに仕立て上げ、セレニティの生まれ変わりと判明したセーラームーン（月野うさぎ）を「小娘」「プリンセス」と呼んで敵視する。それでもダーク・エンディミオンの中のうさぎを想う心は消し去れず、メタリアの暗黒のエナジーによって傀儡に変えた上でアジトに来たムーン殺害を命じたが、ムーンの愛を受け入れた衛を取り返される。怒り狂ってムーンを水晶の塊で貫こうとするが、衛に突き刺されたバラの中の愛の聖なる光に滅ぼされかけ、メタリアと融合して黒い花から生まれたスーパー・ベリルに巨大化し、メタリアから奪った暗黒のエナジーを操って世界征服に動いた。愛と友情や美しい未来を信じて戦いを挑んだうさぎを「この世界は既に醜く腐り果て、信じられるものは何もない」と否定して圧倒するが、最後はうさぎとセーラー戦士の魂の力で巨大化した銀水晶の聖なる光に飲み込まれて消滅する。
『Crystal』
原作とほぼ同じ設定だが最期は異なり、メタリアから力を送られていたペンダントをセーラームーンの聖剣で壊されて消滅した。また、回想ではメタリアに仕える以前より赤毛の髪であった。
実写ドラマ版
メタリアを取り込んだ衛がセーラームーンに倒された上に、メタリアと同化したプリンセス・セーラームーンが星を滅ぼす姿を見て絶望、崩壊する城の中で自害を決意する。最後まで留まったジェダイトの洗脳を解いて逃がそうとしたが、ジェダイトの告白を受け、そのまま崩壊する城の中に消えた。銀水晶の力で再生した世界に存在しているかは不明。
ミュージカル版
『永遠伝説』以降はスターズのネヘレニアの役を担い、闇の王国の女王として登場。許嫁のエンディミオンに裏切られて柩に眠っていたがギャラクシアの力で蘇り、未来からさらって洗脳したキング・エンディミオンと地球を治めようとした。ギャラクシアにタキシード仮面のスターシードを奪われてキングも消滅し、闇の女王の誇りをかけて仇討ちを挑むが敵わず、エンディミオンへの想いを明かしたプルートに救われて「黙って見守る愛もある」と説得され、サターンの力で時空の彼方に逃がされた。サターンの消滅で戻り、ギャラクシアに操られたタキシード仮面からセーラームーンを庇って「今度は憎しみの灰を情熱の灰に」と願いながら消滅した。
『-La Reconquista-』では、地球の王族の血を引くエンディミオンの許嫁だったが、彼の愛を得られずに婚約破棄された絶望からメタリアに付け込まれた設定になっている。また、同公演のノベライズ版では、前世での年齢が婚約破棄の時点でエンディミオンより1歳年下の19歳と明記されている。
ゲーム版
PCエンジンのアドベンチャーゲーム（時間軸はRの魔界樹編の直後に当たる）ではパスト・ワイズマンのオパールの力で復活するが、四天王に離反されて敗北。闇のエナジーによって死ぬこともできずに苦しむが、「エンディミオンを惹きつけたセレニティの優しさに全てを許してしまいそうになることが恐かった」と告白し、セーラームーンの腕の中で力尽きる。その後、セーラームーンの銀水晶の力で人間に転生していった。
スーパーファミコンのRPG『Another Story』ではヘル・デスティニーに運命を変えられて復活、富士山の洞穴でセーラー戦士と再び対戦。運命改変で幻の銀水晶の力に耐性がついてセーラームーンを苦戦させるが、最終的にはセーラー戦士に敗北し、エンディミオンの名を呼びながら消滅した。物語後半では過去のシルバー・ミレニアムにタイムスリップしたうさぎがメタリアに憑依される前のベリルと出会うイベントがあり、彼女がメタリアの言いなりになるまいと葛藤していた姿を見ることが出来る。
その他
アニメイトカセットコレクション版では、ゾイサイトとクンツァイトの出演番組で自分の歌った子守唄が放送されるはずが、代わりに2人の「男と男のラブゲーム」なる歌が放送されて腹を立て、放送局に抗議の電話を掛けた。また、クイズに出演した時は回答を部下に押し付け、間違えたら次元の間に飛ばすという無責任な一面を見せた。
黒木 ミオ（くろき みお）
演 - 有紗
実写ドラマ版オリジナルキャラクター。クイン・ベリルの「影」として生まれた美少女で、愛野美奈子のライバルの人気アイドルとして十番中学校に転入する。ベリルの分身だが人格は独立し、時にはベリルの意思を無視して気ままに振る舞う。うさぎと友達になるフリをして心理的に追い詰めていくが、美奈子に正体を見破られた。衛をベリルの下に連れ去るが、終盤でメタリアに憑依された「メタリア・エンディミオン」に倒されて消滅。
「Special Act.」でダーク・キングダムの新たな女王クイン・ミオとして復活。王配を求めて衛との結婚を目論み、妖魔を率いてセーラー戦士に戦いを挑んだ。終盤では自らも巨大な妖魔となってセーラー戦士と戦うが、「セーラー・プラネット・アタック」で再び倒される。
美少女戦士セーラームーン Pretty Guardian SAILORMOON オリジナル ソング アルバム「Dear My Friend」にはキャラクターソング「Change of pace」が収録されている（実際に作中でアイドルの仕事としてレコーディングしている）。

## 四天王
第1期での反セーラーチームで、妖魔軍を従えている四人の司令官。各イメージカラーの縁取りと宝石のボタンをつけた軍服を着ている。幻覚やサイコキネシスなどを操る妖力を持ち、空間を歪めることもできる。正体はプリンス・エンディミオンを慕う四人の騎士が暗黒の闇に支配されて魔物化した姿であり、原作者の構想上ではプリンセス・セレニティを守る前世の四守護神と恋愛関係にあった。この設定は『Crystal』やミュージカル一作目、ゲームなどで使用されているが、初代テレビアニメでは使用されない。
原作漫画
月の王国の監視を疑い、戦争に加担して命を落とした後、エンディミオンの生まれ変わりを探して現代に転生したが、前世の記憶を取り戻す前にベリルの策に嵌まって体を譲り渡してしまった。人々のエナジーを奪いながらサブリミナル効果を仕込んだ商品を売りさばくが、仲間がセーラー戦士に倒されるとその腐乱死体をガラスの棺に安置し、死者を復活させる幻の銀水晶を探し求めた。幻の銀水晶の光で前世の記憶を蘇らせて再生したが、肉体を崩壊させて石に還ってしまい、最終決戦直前に衛を庇うようにセーラームーンの剣を受けて割れ、石の中の思念体がクイン・メタリアの急所を教えて消滅する。その後は衛に石を保管され、時々衛のサイコメトリー能力によって現れた思念体が助言を行う。Act13の表紙ではセーラー戦士とペアになっている。
初代テレビアニメ
「エンディミオンの配下」という設定は描かれず、シルバー・ミレニアム襲撃に加担して封印された。人間とほぼ同じ容姿だが、緑色の血と青みがかった白目を持つ。ただし通常の妖魔と異なり、倒されると光になって消える（これは元人間である『R』のブラック・ムーン一族も同じ）。ゾイサイトとクンツァイトを除いて仲間意識は薄く、手柄を競い合う描写がある。全員が配下の妖魔軍団を指揮し、『仮面の忍者 赤影』を意識して1クールごとに司令官の四天王は交代する（第3期『S』に登場した「デス・バスターズ」も同じ手法をとった）。PCエンジンのアドベンチャーゲームでは無印から『R』までをつなぐ形で原作の設定を使用し、「元はエンディミオンに仕える人間だったが、洗脳されて魔物に作り変えらえた」という背景が語られた。パスト・ワイズマンのブラッディオパールによって再生し、セーラー戦士に復讐を誓うが蘇る前世の記憶に苦悩しながら暗黒のエナジーに囚われ、最後は衛とセーラー戦士に協力してうさぎの銀水晶の力で人間に転生していった。
実写版
「エンディミオンの配下だった」という前世の設定を掘り下げ、4人の前世の記憶に対する反応の違いが物語の重要な役割を担っていた。終盤でネフライト以外は全員命を落としたが、世界の再生後は全員が守護霊のような状態となって衛を見守る。「Special act」ではミオと対決する衛に加勢した。前日譚である「Act Zero」では花子、赤井、白井、黒井という四天王にそっくりな十番街の警察官が登場し、作中の四天王の台詞を発言した。
『Crystal』
原作で使われなかった「前世では内部太陽系戦士と恋仲だった」という設定が生かされ、Act12まで全員生存している。各メンバーの名前の由来である鉱物の石言葉をモチーフとした、騎士の称号も新たに設定された。Act10で前世の記憶が戻りかけたが、クイン・ベリルに再び洗脳され、Act12での最終決戦でムーンを除いたセーラー戦士と戦い、「セーラー・プラネット・アタック」を受けてセーラー戦士の呼びかけで前世の記憶を取り戻すが、クイン・メタリアに消滅させられた。その後、悲しみに暮れるセーラー戦士たちに「プリンセスが待っている」「お前たちにはまだやるべきことがある」など励ましの声をかけた。
ミュージカル版
舞台によって扱われ方は様々。『外伝・ダークキングダム復活編』では美奈子たち四守護戦士に好意を持つ高校生に姿を変え、恋人としてセーラー戦士に接近する。『永遠伝説』（改訂前版のみ）ではクイン・ベリルの騎士としてゾイサイトとクンツァイトのみが復活。『スターライツ・流星伝説』ではアイドルグループ「ジュエルメタリアーズ」に変装してセーラー戦士と戦ったが、セーラームーンの攻撃で正気に帰りギャラクシア軍団に戦いを挑むが、最後は衛を庇って石になった。『スターライツ・流星伝説』をリメイクした『火球王妃降臨』ではクンツァイト以外のメンバーはオリジナルキャラクターに入れ替わり、役割も変わった。『-La Reconquista-』ではアイドルグループ「パンデミック4」としてセーラー戦士を誘惑する。
ジェダイト
声 - 小野坂昌也（初代テレビアニメ）、岸尾だいすけ（Crystal）／実写ドラマ 演 - 増尾遵／ミュージカル 演 - 二橋進、朝見優香、ルウト／乃木坂46版 - 武田莉奈
命名の由来は翡翠の硬玉。四天王の一番手として最初にセーラー戦士と戦った。天然パーマの短い金髪と青い目を持つ真面目な青年。推定年齢18歳。
武内は、本作のヒーローとして最初に作った男性キャラはジェダイトであると、1992年当時のなかよし本誌で語っている。しかし、前作『The チェリー・プロジェクト』のヒーローの髪が白髪（金髪）でジェダイトと被ってしまうため、新たに作られたのが黒髪の地場衛である。
原作
青い縁取りの黒っぽい軍服、青いピアス、石入りの白い肩当て、ロングブーツを着用 。極東支部長で、土人形の兵を操る。一人称は登場せず。妖魔にエナジーを吸収する宝石を売り捌かせたり、洗脳ディスクを教材にした学習塾「クリスタルゼミナール」を開業させた。最後はセーラー戦士を討伐しようと「魔の六時のバス」で火野レイを含めた女学生を異次元に連れ去るが、レイが覚醒したセーラーマーズに焼き殺された。
Act13の表紙ではセーラーマーズとペア。前世でセーラーマーズに好意を抱いており、現世でも火野レイをバスで連れ去って「初めて見たときから気に入っていた」と呟いている。レイ主役の番外編『カサブランカ・メモリー』では、過去の感傷を指摘するゾイサイトの言葉でめまいを起こしたレイが、現世の特別な人だった海堂の幻覚と重ねるように、ジェダイトの幻覚も見ている描写がある。
初代テレビアニメ
赤い縁取りの紫の軍服、赤いピアス、赤いベルトとロングブーツを着用。配下の妖魔を人間界に潜伏させ、大衆の欲望を利用してエナジーを集める作戦を指揮した。自身も変装して妖魔をサポートする。「ムーン・ティアラ・アクション」を無効化するほどの能力を持つ。クイン・ベリルに忠実だったが、自身に思いを寄せるベリル直属妖魔のテティスの一件から不満を持ち、女を男がいないと何もできないと蔑んでセーラー戦士に「時代錯誤のおじさん」と呼ばれた。架空のラジオ番組「ミッドナイトゼロ」のパーソナリティになりすましたり、新装開店の遊園地・夢ランドの客をさめない夢に閉じ込めてエナジーを奪ったり、火川神社の神職見習いに変装して妖魔に魔の六時のバス事件を起こさせた。
セーラー戦士たちの活躍で失敗が続き、配下の妖魔群が全滅した上、テティスを無断で使って死なせたことでベリルの怒りを買い、セーラー戦士討伐を邪魔されて「永遠の眠りの刑」を宣告される。最後のチャンスとしてセーラー戦士打倒に赴き、東京の夜空に「羽田空港にセーラー戦士が来なければ東京中を火の海にする」と立体映像で予告し、羽田空港に現れたセーラー戦士を土人形の警官やジャンボジェットを操って襲った。タキシード仮面との一騎打ちに勝って海中に沈めるが、油断した隙にマーズの退散札を背中に貼られてしまい、制御を失ったジャンボジェットに襲われて逃げ帰る。結局セーラー戦士の正体を突き止めるにとどまり、永遠の眠りの刑を処せられて凍結された。
ダークキングダムでの人望が低く、ネフライトに効率の無い作戦手法を蔑まれ、死後もゾイサイトに焦りを嘲笑されたが、エナジーを集める程度の任務は成功している。処刑された13話でも電撃、大量の泥人形を操り、マーズのお札で術の制御を失った状態でも「ムーン・ティアラ・アクション」を回避して転移術を使用した。転移術にも多数のバリエーションを持つ。
『Crystal』
青い縁取りのシルバーグレーの軍服、黒いベルトとロングブーツを着用。レイを連れ去った際の台詞が「なぜか惹かれる」と好意をよりはっきり示すものへと変更されている。一人称は「オレ」。土人形の兵を作り出す能力に加えて冷気を自在に操る能力を持つと明言されており、ムーンやマーキュリーの腕を氷漬けにするなど苦戦させたが、炎を操るマーズには冷気攻撃の効果がなく、結果返り討ちにあう。ただし、原作とは違い逃亡したため生存している。前世はプリンス・エンディミオンを守る忍耐と調和の騎士。
実写ドラマ版
初代テレビアニメ版と近い容姿だが、花の刺繍入りの軍服とマントを着用。真面目だが無邪気で幼い。ベリルに忠誠を尽くし、氷の短剣を武器に使う。
度重なる失態でベリルの叱責を受けるが初代テレビアニメ版のように処罰はされず、「愚かだが可愛い」と気に入られていた。前世の記憶を取り戻しても「現在の主はクイン・ベリル様である」と誓い、ベリルに付き添って城と運命を共にしたが、その後は幻影となって衛の命を救った。「Special Act」ではネフライトに膝かっくんをするなど、本編とは違い明るく幼い性格描写がなされた。
ネフライト
声 - 森功至（初代テレビアニメ）、鳥海浩輔（Crystal）／実写ドラマ 演 - 松本博之／ミュージカル 演 - 清家利一、依田秀亮、コロ／乃木坂46版 - Shin
命名の由来は翡翠の軟玉。四天王の二番手として登場した。天然パーマの長い茶髪と青い目を持つ大柄な青年。推定年齢19歳。直情的でプライドが高い。
原作
北米支部長。一人称は「オレ（Act4）」もしくは「ワタシ（Act5）」。赤い縁取りの黒っぽい軍服、赤いピアス、石入りの白い肩当て、ロングブーツを着用。自分の影を操り、D国王女の秘宝を強奪して来賓客のエナジーを奪ったが、セーラームーンに影を倒される。最後は影を取り憑かせた花嫁のマネキンに男たちをさらわせてエナジーを奪うが、まことが覚醒したセーラージュピターの「フラワー・ハリケーン」の目くらましと雷撃の連携攻撃に倒された。Act13の表紙ではセーラージュピターとペアであり、使役した花嫁のマネキンがまことに似ている。
初代テレビアニメ
黄色の縁取りの紫の軍服、黄色いピアス、青いベルトとロングブーツ、赤い石入りの肩当てを着用。四天王の次席的存在で、占星術を操るクールな一匹狼。フェラーリ・512TRに乗る青年実業家・三条院正人に変装して一人の人間のエナジーが最も高まる時を狙った。人間界に構えた屋敷の聖堂に天球儀で宇宙を映し出すと、「星はなんでも知っている。星々の神秘の力を我に与えん」と唱えて星の光の力でターゲットを選定し、ターゲットのエナジーレベルがピークに達した時に妖魔にエナジーを吸収させる手段を用いる。クイン・ベリルにふてぶてしい態度をとり、自らの追い落としを企んでいたゾイサイトを無視していたが、度重なる失敗によって永遠の眠りの刑を宣告されてしまう。地場衛に対して予感めいたものを感じたことがある。
天球儀の星の光で魔の紋章に変えた妖魔をターゲットの持ち物に憑依させたり、分身の怨霊を操り、星の光を飛ばす必殺技「スターライト・アタック」を使う。格闘・剣術にも長け、ゾイサイト配下の妖魔三人娘を打ちのめして死の恐怖を与えた。幻の銀水晶を独断で探索し、天球儀を改造した「黒水晶」が反応した大阪なるを騙して恋心を利用する反面、人間の愛のエナジーの力に興味を示す。なるの近くにセーラームーンがいると推測し、なるの家から水晶を盗ませて月野うさぎをセーラームーンの正体と探り当てるが、黒水晶を狙っていたゾイサイト配下の妖魔三人娘からなるを助けてしまう。嘘に気づいていたなるとチョコレートパフェを食べに行く約束を交わすが、妖魔三人娘にエナジーを吸収する蔦に貫かれ、なるを庇って致命傷を負う。自力で蔦を引き抜いたなるに驚くが、嘘をつき続けたことを謝って息絶え、衣服も残らず光になって消えてしまった。彼の最期が描かれたこのエピソード（24話）は視聴者の間でも人気が高く、2020年12月5日に放送された『発表!全美少女戦士セーラームーンアニメ大投票』における「あなたの好きなエピソード」部門で第3位にランクインした。
『Crystal』
赤い目を持ち、赤い縁取りのシルバーグレーの軍服、赤いピアス、黒いベルトとロングブーツを着用。原作と違い「フラワー・ハリケーン」に足止めされたものの、直後の雷撃の直撃を免れて逃亡している。その際に前世の記憶を僅かに思い出しかけ、ジュピターの姿を見て「この眼差し、どこかで（見たことがある）」と呟いている。前世はプリンス・エンディミオンを守る知恵と安らぎの騎士。
実写ドラマ
幻の銀水晶捜索担当。赤毛のソフトモヒカン、花の刺繍入りの赤い軍服とマントが特徴。短気で直情的な性格。赤い柄のロングソードを武器に使うが、その戦闘方法は力任せの粗暴なものである。
他の四天王に対する嫉妬心が強く、ベリルの寵愛を得ようと猪突猛進する。前世の記憶をほとんど取り戻さないままで、エンディミオンに忠誠心を持つことも遅かった。クンツァイトに操られて「ダークマーキュリー」となった亜美に優しくされ、その恩を一時的に返したことがあった。ベリルに捨て駒にされて命を落としかけ、ベリルの束縛から逃れたが同時に力を失い人間になってしまう。その後は元基との出会いを経て、クラウンで働きながら暮らすことになった。一時はベリルへの復讐を目論んでいたが、元基や素顔のセーラー戦士の姿に触れるうち、恩讐を捨て人間として生きることを誓う。元基からは「ネフ吉」「ネフりん」というあだ名を付けられていたが、本人はその名を嫌っていた。亜美に対しては好きだが素直になれないツンデレな態度を取り、クッキーのお礼のプレゼントを考えていた。四天王で唯一最後まで生き残ったが、地球の再生と同時に元の力を取り戻し、幻影として現れて衛を救った。
ゲーム版
メガドライブ版アクションゲームでは3面のステージボスとして登場する。
PCエンジンのアドベンチャーゲームでは、「パスト・ワイズマン」を名乗る謎の存在にベリルや他の四天王と共に再生されたが、なるへの愛情が残っていたためにセーラー戦士たちへの復讐を望まず、再生DDガールズを1人で全滅させて逃亡、追われる立場となり、再会したなるの家で匿われる。無理矢理再生されたショックと様子を見に現れた衛との出会いにより、エンディミオンの配下だった記憶を取り戻し始めた。まことルートでは悪人に徹して海野となるの関係を取り持ったことでまことに「それじゃあんたがかわいそうだよ！」と嘆かれる。前世にこだわらずにうさぎを守るまことに刺激され、暗黒のエナジーに呪縛された自分たちを静かに眠らせてほしいとうさぎに頼んだ。
ミュージカル
『-La Reconquista-』では、彼のみ「常に敬語で話す」というその他のメディアと全く異なるキャラクター設定となっている。
ゾイサイト
声 - 難波圭一（初代テレビアニメ）、松風雅也（Crystal）／実写ドラマ 演 - 遠藤嘉人／ミュージカル 演 - 秋田敏隆、留守晃、青木要、彩夏涼／乃木坂46版 - 小嶋紗里
命名の由来は鉱物の灰レン石。三番目に登場した四天王。癖の強い金髪をゆるいポニーテールに結んだ、緑色の目を持つ細身の少年。推定年齢16～17歳。
原作
欧州支部長。一人称は登場せず。緑色の縁取りの黒っぽい軍服、緑色のピアス、石入りの白い肩当て、ロングブーツを着用。クンツァイトの弟分。ネフライトの任務を引き継いだ。本編Act6と『カサブランカ・メモリー』の両方で女装して女言葉を使うものの、あくまで変装の一環で、普段の軍服姿では男言葉を使う。『カサブランカ・メモリー』ではジェダイトの仇討ちを企んでバーのピアニストに変装し、止まない雨「レインツリー」で街中の人々を感傷に浸らせてエナジーを奪うが、迷いを振り切ったレイに敗れて撤退した。
Act13の表紙ではセーラーマーキュリーとペアだが、本編ではマーキュリーと特別な描写はなかった。「幻の銀水晶」研究家・異園教授に変身してテレビ出演し、テレビ画面越しに街の人々を洗脳して幻の銀水晶を探させたが、失敗するとエナジーを搾り取ろうとした。人々のエナジーを回復させたセーラームーンを銀水晶の持ち主と睨み、洗脳ビデオを仕込んだレンタルビデオ店を開業して捕獲したセーラームーンを始末しようとしたが、最後はセーラーヴィーナスのブーメランで八つ裂きにされた。
初代テレビアニメ
オレンジに近い髪を持ち、緑色の縁取りの紫の軍服、緑のピアス、黒いベルトとロングブーツを着用。オネエ言葉を使い、一人称も「アタシ」。空中浮遊して花霞に溶け込む転移術を操るスピード戦士であり、氷柱攻撃・火球攻撃・風刃攻撃などの術を使う時に「ゾイ！」と叫ぶ。闇討ちを得意とし、物腰は柔らかいが高飛車で残忍な性格を持つ。
花や宝石など美しいものを好み、下品なものを嫌う。ゲイであり、クンツァイトと相思相愛の仲。普段は「クンツァイト様」と呼んで甘えているが、クンツァイトのためなら命を投げ打つことも厭わない。一方でベリルには少なからず恐れを抱いており、他の四天王のように余裕や苛立ちを見せることなく、気圧されるばかりであった。
主な任務は「幻の銀水晶」の探索であり、黒水晶を奪おうとしてネフライトを死に追いやった。七つ集めると「幻の銀水晶」が現れるという「虹水晶」探索の任務を与えられ、虹水晶探知機に改造された黒水晶を操り、人間に転生した「妖魔七人衆」から虹水晶を抜いて元の妖魔に変えていった。
衛がタキシード仮面であることを知ったベリルに捕獲を命じられ、衛をスターライトタワーに呼び出して決闘を挑むが、顔を傷付けられて激怒し、命令を無視して衛とそばにいたうさぎを焼き殺そうとした。うさぎのプリンセス覚醒と幻の銀水晶の出現を目撃、銀水晶を奪おうとして失敗し、衛に瀕死の傷を負わせた。
銀水晶の強奪作戦が失敗した事や衛を本気で殺そうをした事から、クイーン・ベリルが怒られて処刑された。最期はクンツァイトの腕の中で花の幻覚に包まれ、「お慕いしておりました」と言い残して息を引き取った。スウェーデンやアメリカなどキリスト教の国々での放送時は女性という設定で翻訳された。
『Crystal』
一人称は「ワタシ（Act6）」または「オレ（Act10）」。緑の縁取りのシルバーグレーの軍服、黒いベルトとロングブーツを着用。原作と同じくセーラーヴィーナスの不意打ちを受けたが致命傷には至らずに撤退している。初代テレビアニメと同じく氷柱攻撃を披露した。セーラー戦士との決戦でマーキュリーと恋愛関係にあったことが判明した。前世はプリンス・エンディミオンを守る浄化と癒しの騎士。
実写ドラマ
プリンセス抹殺を担当。少し長めの銀髪、花の刺繍入りの白い軍服と銀のマントが特徴。四天王の中でもエンディミオンへの忠誠心が高い。ピアノの名手で、ほとんどのシーンでピアノを弾いている。弾いている曲は大抵が『幻想即興曲』か『月光』。S字型の刃の短剣を武器に扱うほか、テレパシーなどの超能力を持ち、ピアノの音色を使って意識を飛ばしたり、会話ができる。更に催眠術で亜美、レイ、まことを操り、「Special Act」では念動力で敵を同士討ちさせたこともある。
原作と同様にセーラーヴィーナスに倒され、タキシード仮面の姿を見て前世の記憶を取り戻すが、力を失って石の姿に戻っていた。物語後半で復活し、前世の悲劇を繰り返さないためにヴィーナスと結託してエンディミオン（衛）とセレニティ（うさぎ）の仲を裂こうとしたが、衛に諭されて思い直す。最期は"銀水晶の妖魔"からうさぎを守って命を落としたが、地球が転生すると幻影として衛を見守るようになる。
ゲーム版
アクションゲームではステージボスとして登場する。スーパーファミコン（アクション版）とメガドライブでは初代テレビアニメ版に登場した「偽セーラームーン」として登場し、倒した後に点滅しながら消える際にゾイサイトの姿が見える（それに従い、メーターの顔アイコンも変化する）。業務用（アクション版）では最初からゾイサイトの姿で戦い、二度目はクンツァイトとタッグを組んで登場する。
PCエンジンのアドベンチャーゲームではクンツァイトとの恋愛関係はオミットされた。亜美ルートでは再生の衝撃で前世の記憶を取り戻していたが、洗脳に抗えず記憶を消されると予期して亜美の夢にメッセージを残し、「結ばれる運命にあった、8人の男女」「月の世界で見たあなたは美しかった」と、前世での四天王と四守護戦士の恋愛関係を示唆する言葉を残している。
ミュージカル版
『外伝・ダークキングダム復活編』では、基本的なキャラクター設定は原作に準拠しているものの、四天王としての正体を現した際に「クンツァイト様を永遠にお慕いしている」と述べている。
『-La Reconquista-』では、四天王で唯一ベリルの洗脳を免れ、想いを寄せるマーキュリーに地球の異変を警告したものの、ベリルに察知されて他の四天王に追い詰められた末、ネフライトにトドメを刺されて命を落とした。現世では亜美を誑かすために接近したが、彼女との交流を通じて前世の想いが蘇り、ベリルに囚われた亜美を逃がし、ベリルに裏切り者とされ、前世と同じく他の四天王の手で石の姿へと還された。
その他
アニメイトカセットコレクション版では、「ゾイ斎藤」という名で暗躍、クンツァイトといちゃつきながらセーラー戦士にしりとり対決を挑んだり、恥ずかしい体験話をカミングアウトさせるなどの作戦を展開するも、その度にセーラームーンによってその場の記憶を失っている。
異園教授
声 - 山口由里子（Crystal）
原作と『Crystal』のAct6に登場。ゾイサイトが「幻の銀水晶研究家」を名乗る女性に変身した姿。テレビ出演して人々を利用し、幻の銀水晶を見付け出そうとした。原作ではセーラー戦士が駆け付けた際には既に変装を解いていたが、『Crystal』ではセーラー戦士の目の前で正体を現した。
偽セーラームーン
声 - 三石琴乃
初代テレビアニメ第33話に登場。ゾイサイトがセーラームーンに変装した姿で、自作自演の犯罪を解決する。目つき、コスチュームの色、肌の色を除けば本物と瓜二つである。武器としてブーメランを所持。クンツァイトに人質にされて廃工場のクレーンに吊るされる演技をし、おびき寄せたタキシード仮面に刃を突き刺して正体を現した。
クンツァイト
声 - 曽我部和恭（初代テレビアニメ）、竹本英史（Crystal）／実写ドラマ 演 - 窪寺昭／ミュージカル 演 - 望月祐多、笠原竜司、浅野豪孝、河崎美貴、伊石真由／The Super Live 演 - 真田怜臣／乃木坂46版 - 安藤千尋
四天王のリーダー。命名の由来はリチア輝石の一種クンツァイト。長い銀髪と濃灰色の目を持つ大柄な青年。推定年齢25～26歳。他の三人と異なり軍服の襟を着崩し、石の飾りをつけた白いマント、短靴を着用。原作設定資料では「アラブの王様のようなイメージ」。
原作
中東支部長。一人称は「オレ」。灰色の縁取りと石の肩当てを飾ったシルバーグレーの軍服、三角錐のピアスを着用。Act13の表紙ではヴィーナスとペア。プリンセス・セレニティを連れ戻そうと地球に降りたヴィーナスに一目惚れされ、『コードネームはセーラーV』ではアドニスの目を通してヴィーナスと惹かれ合っていく様子が描かれる。ゲーム『Another Story』ではヴィーナスに捧げた像が登場した。
雷電を利用して街の人々のエナジーを搾り尽くし、エネルギー吸収能力でセーラー戦士を攻撃する。覚醒したプリンセス・セレニティの幻の銀水晶の光に圧倒されるが、ベリルの命令で仮死状態の衛をさらった。銀水晶の光で前世の記憶を取り戻し、ベリルに反逆しようとしたが石を額に露出されて再び操られてしまう。最期はヴィーナス、マーキュリー、ジュピター、マーズの「セーラープラネットアタック」に倒されて石に還り、思念体となって衛に別れを告げた。
初代テレビアニメ
水色に近い髪と褐色の肌を持つ。水色の縁取りの紫の軍服、水色のピアス、紺のベルトと短靴、青い石の肩当てを飾った薄紫と紫のマントを着用。マントには防御能力がある。クールな性格だがゾイサイトだけには甘い。四天王の中でも最強の魔力を持ち、何の道具を頼りなくその場で人間を妖魔に変身させたり、全東京を一瞬で停電させたり、両手から発射する衝撃波とブーメランのように飛ばす光の刃を操ったり、現世の一部を魔界化・異界化させたりするほどの魔力を持つ。ネフライトを「いつでも消せる」と言い切るなどの自信家であり、セーラー戦士を「化粧の香りもしない小娘」と呼んで行動パターンを見通して追い詰めた。
バイセクシャルであり、ゾイサイトを溺愛している。クイン・ベリルに叱責された彼を庇って任務を手伝っていたが、クイン・ベリルの粛清を受けたゾイサイトに花畑の幻影を見せてその最期を看取る。その後はベリルに忠実でありながらもダーク・エンディミオンと反目し、妖魔に変身させた人間にセーラー戦士の正体を探らせた。北極圏Dポイントに向かったセーラー戦士の前に現れ、多次元混乱世界に飛ばして幻の銀水晶を奪おうとしたが失敗、幻の銀水晶の力でシルバー・ミレニアムの廃墟に飛んで前世の記憶を取り戻したセーラー戦士と戦い、最後はセーラームーンの「ムーン・ヒーリング・エスカレーション」を一喝して無効化するが、セーラームーンに光の刃を跳ね返され、ゾイサイトの魂の導きを願いながら光になって消滅した。
『Crystal』
シルバーグレーの軍服、黒いベルトと短靴、三角錐のピアスを着用。四天王で唯一手袋を着けない。セーラーヴィーナスとの対決が多い。Act12で他の四天王と共にダーク・キングダム城でセーラー戦士と戦い、前世の記憶を取り戻すが、ヴィーナスと互いの名前を呼びあった直後に他の四天王と共にクイン・メタリアに消されてしまう。前世はプリンス・エンディミオンを守る純潔と慈愛の騎士。
実写ドラマ
古代中国風の黒い垂髪とティアラ、花の刺繍入りの黒紫の軍服、赤い花の肩当てを飾った金と青のマントが特徴。柄の白い長剣を武器にし、自分の髪を人間の首に巻き付けて人間を妖魔化する力を持つ。「シン」という人間の青年に転生していたが、クイン・ベリルの力で四天王として覚醒する。唯一最初から前世の記憶を完璧に有していた。ベリルへの敬意は感じられず、常に慇懃無礼な態度で応じる。
前世ではエンディミオンに剣の指南をした達人で、エンディミオンへの忠誠心がもっとも強かった。しかし、エンディミオンとセレニティの禁断の恋が前世の世界を滅ぼす結果を生んだことで激しく二人を憎み、前世を背負って生まれたこと自体を疎んじている。前世に関わる全てを滅ぼした後で命を絶つつもりでおり、蘇りつつある忠誠心と憎しみとの間で苦悩した末に衛との決闘に破れて散る。地球が再生すると衛の前に幻影として現れ、衛の命を救った。
ゲーム版
アクション版TVゲームではステージボスとして登場し、スーパーファミコン版では三連続の衝撃波で攻撃し、業務用ではゾイサイトと一緒に攻撃してくる。
スーパーファミコンのRPG『Another Story』では原作同様に他の四天王たちと共に幻影としてうさぎたちの前に現れ、オポシティオ戦士の攻撃で意識を失った衛を助ける方法を教える。『Another Story』では、前世のクンツァイトが現在のトルコにある村をヴィーナスとの逢瀬の場として使っていたことが語られ、それを知ったヴィーナス（美奈子）が前世でのクンツァイトとの関係に思いを馳せるシーンがある。
ミュージカル
扱いは様々だが、人間に化ける際「斉藤訓（さいとう・くん）」という偽名を使うのはお決まり。『スターライツ・流星伝説』ではスリーライツのイベントの企画者として「ジュエルマネージャーズ」と共に登場する。
その他
アニメイトカセットコレクション版では、ゾイサイトといちゃつきながらラジオ番組のDJをやったり、遊園地の売り子に変装するなど三枚目な部分が強調され、「ムーン・ヒーリング・エスカレーション」の洗礼を受けた際には「リフレーッシュ!」と叫んだ。

### 『火球王妃降臨』オリジナル
ミュージカル『火球王妃降臨』に登場するオリジナルの四天王たち。「ジュエルマネージャーズ」と名乗ってスリーライツのイベントに現れた。
カルナイト
名前の由来は方解石の英語名「カルサイト」。「ジュエルマネージャーズ」としての名前は「ナイト・ルカ」。
ヒデナイト
名前の由来はリチア輝石の一種「ヒデナイト」。「ジュエルマネージャーズ」としての名前は「夜野ヒデオ」で、表向きはダンシング・アニマメイツのマネージャー。
ヘマタイト
名前の由来は鉄鉱石の英語名「ヘマタイト」。「ジュエルマネージャーズ」としての名前は「台東屁真八郎（たいとう・へまはちろう）」で、表向きはスリーライツのマネージャー。

## 妖魔
ダーク・キングダムに仕える怪物で、殆どは女性型。人間に化けて人間たちのエナジーを収集するが、セーラー戦士に正体を見破られて交戦するのが流れとなっている。初代テレビアニメ初期では、倒されると黒い灰になり風に散る。
掲載されている妖魔の殆どは初代テレビアニメオリジナルキャラクターで、原作・『Crystal』・実写ドラマでは基本的に名無し。
ダーク・キングダム編以降の雑魚敵は妖魔と同一視されることが多い。

### 初代テレビアニメ初期
テティス
声 - 伊藤美紀
第12話に登場するクイン・ベリル直属の妖魔。風貌は人間時の時はスマートな長い黒髪の美女で、本性は赤い瞳だけがついた仮面の顔になる。普段から人間態で過ごし、ジェダイトに恋焦がれる。ジェダイトと協力して300組のカップルからエナジーを集めようとした。海水を操る能力に加えて廃船を豪華客船に変えるほどの魔力も有し、設定資料では自身の身体を半液状と化しており、劇中でも一瞬ではあるが腕を長く伸ばす場面がある。「ムーン・ティアラ・アクション」を受けても灰と化さず、エナジーが抜け出して膝から崩れおちた後、海水化して死亡した。
名前の由来はギリシア神話の女神テティス。劇中では立場の割にはあっけなく倒されたが、ファンの中では人気の高いキャラクターである。
業務用ベルトスクロールゲーム版では本性時の姿でザコ敵として登場し、倒されると必殺技に必要なクリスタルや体力回復のスイーツを出してしまう役どころである。
海水怪人
声 - なし
テティスの配下。平時は船員として雑務を行っているが、有事の際は全身が海水で構成されたスライム人間と化す。軽い打撃程度で真っ二つになるが、そのまま分裂して二体に増える能力を持つ。火炎攻撃が弱点。

#### ジェダイト直属妖魔群
ジェダイト配下の妖魔は人間に化けたり、実在の人物になり替わって社会に溶け込み、不特定多数の人間からエナジーを奪っていた。収集の対象となるエナジーの種別は毎回異なっており、エナジーを奪われた人間は妖魔の言いなりとなって操られる。収集されたエナジーはジェダイトのもとに送られ、作戦成功の場合はジェダイトによってクイン・ベリルの黒水晶に注ぎ込まれ大いなる支配者に捧げられるが、集めた妖魔が倒されると、妖魔が支配していた人間は元に戻る。
名前が2つ並んでいる妖魔は、初代テレビアニメ版 / 原作・『Crystal』の順で表記。
モルガ / なるの母に変装した妖魔（仮名）
声 - 阿部光子（初代テレビアニメ）、小林沙苗（Crystal）
第1話に登場。セーラームーンが最初に戦った妖魔で、及び全シリーズ最初の敵。全身が干からびており、首が180度回転する。大阪なるの母親に成りすまして宝石店のバーゲンを開催し、店の商品の装飾品を試着した客の女性たちのエナジーを得ていた。
原作でも名前はないが、モデルとなった妖魔が登場する。『Crystal』では原作準拠の設定で登場する。
バーム
声 - 江森浩子
第2話に登場。「占いハウス」で「十番街の少女」というタロット占い師として暗躍した。「占いハウス」に行った者は皆反抗的になり、海野ぐりおは翌日から授業中に漫画を読んだり、校内の窓ガラスを割ったりするなどの奇行を見せた。妖魔形態では頭髪が触手のように自在に伸縮して攻撃を仕掛ける。「若さと反抗のエナジー」を集める。
名前は手相学の英名である「パームリーディング」から、掌を意味する「パーム」を基にしたもの。
フラウ
声 - 麻上洋子
第3話に登場。ラジオ局「FM No.10」の女性ディレクターに成りすまし、Jダイトー（ジェダイト）と共に「ミッドナイト・ゼロ」を電波ジャックによって放送していた。ラブレターを番組に投稿して葉書を採用されたリスナーに送られるノベルティグッズであるブローチによってエナジーを集めていた。可燃性のガスを吐き出して攻撃する。
名前の由来は「フラワー」のもじり。
イグアーラ
声 - 松岡洋子
第5話に登場。頭髪のあるイグアナのような姿の妖魔。尻尾による首絞め攻撃を使う。ペットショップ「パーフューム」の店主として兎に似た外見の「シャネーラ」を大量に販売し、購入者からエナジーを奪った。
ルナへの対抗心からシャネーラを購入したうさぎの弟・進悟をはじめとする子供たちを操ってセーラームーンを攻撃させたが、セーラームーンの「ムーン・ティアラ・スターダスト」で子供たちが元に戻ってしまったため失敗。尻尾での攻撃でセーラームーンを追い詰めるが、尻尾の根元にある発光する部分を攻撃されて倒される。
シャネーラ
イグアーラが作り出した小動物。兎にチンチラのような長い毛を生やしたような外見をしている。その愛らしい外見と香水のような香りで相手を魅了し、エナジーを奪おうとした。なお、その洗脳はかなり強力で購入したうさぎが転んで泣いている少女に見向きもしなかったほど。なお、うさぎが購入したシャネーラはルナによって処分された。
キュレネ
声 - 篠原恵美
第6話に登場。背中に大きな翼を持つコウモリ形態の妖魔で、コウモリ同様に超音波を使った攻撃を用いる。人間形態では女性に変装し、手違いで雨出祐介に渡ってしまったジェダイトが作り出した超音波を収録したカセットテープ（洗脳を目的としたサブリミナルテープ）を奪取するために雨出を襲撃していた。
セーラームーンを野外ステージに追い詰めたが、自ら放った超音波をセーラームーンが投げたステージマイクから拾われ、PAスピーカーによって増幅、直撃されダメージを負ってセーラームーンに倒される。
名前の由来はギリシャ神話の登場人物「キューレーネー」から。
デレーラ
声 - 川島千代子
第7話に登場。うさぎと同じ十番中学校出身のアイドル歌手・白鳥みかんを襲撃して成り代わり、「シンデレラキャラバン」というイベントで芸能界入りを目指す参加者からエナジーを奪おうとした。妖魔形態は後頭部のみ頭髪が生えているという姿で、付着するとガラス化する粘液を吐き出して攻撃する。
ガロベン / 講師に変装した妖魔（仮名）
声 - 江森浩子（初代テレビアニメ）、金月真美（Crystal）
第8話に登場。セーラーマーキュリーがセーラームーンと共に初めて戦った妖魔。逆立った髪で真っ赤な肌をしている。超難問のテスト問題を出題し、回答できないと解答用紙を鋭い刃物のように飛ばすという「天才ニュートン問題」の他、片手が斧のように変形して攻撃する。名前の由来は「ガリ勉」。
水野亜美が通っている学習塾「クリスタルゼミナール」の講師に成りすまし、洗脳プログラムがプログラミングされたフロッピーディスク（原作新装版以降及び『Crystal』では光学ディスク）を用いて亜美を含む受講生からエナジーを奪おうとしたが、亜美はフロッピーディスクを落としていた（もともと使用すると頭痛を起こす特異体質であった）ために使用しておらず、難を逃れている。
また初めてセーラー戦士を人質にした妖魔であり、原作では亜美の首を絞め、初代テレビアニメでは亜美の口を塞ぎ、『Crystal』ではうさぎを解答用紙で拘束している。
原作でも名前はないが、モデルとなった妖魔が登場する。『Crystal』では原作準拠の設定で登場し、灰色の肌をしている。
ラムア
声 - 山田栄子
第9話に登場。時計店「クロックルック」店主に成りすまし、購入者の時間を狂わせる時計を売り、時間に追われる人々のエナジーを店内の大時計で奪おうとした。大時計の中の時間がねじれた異空間にセーラームーンたちを誘い込み、エナジーを奪われたセーラームーンと時間を止められたセーラーマーキュリーの動きを封じ窮地に追い込むが、タキシード仮面に大時計を破壊されたことで能力を無力化され、エナジーを取り戻したセーラームーンに倒される。
名前の由来は「アラーム」のアナグラム。
キガーン
声 - 山田礼子
第10話に登場。セーラーマーズが最初に戦った妖魔。レイの祖父がナンパして火川神社に居ついていたジェダイトが送り込んだ妖魔で、バスの運転手に成りすまして主に火川神社のお守りを購入した人間を操り、午後6時に「仙台坂上」バス停を出発したバスを次々異空間に送り込んでエナジーを集めていた。柱上に打ち出したセーラーマーズの「ファイヤー・ソウル」によって消滅した。
名前の由来は神社の「祈願」から。
ムーリド
声 - 原えりこ
第11話に登場。多数の行方不明者が発生していた遊園地「夢ランド」の動物管理人「ドリーム姫」として、手にしていたリンゴの果実で動物を操る他、園内施設「お菓子の家」に入った来場者からまとめてエナジーを奪おうとした。ドリーム姫の首が一旦胴体に引っ込み、再び突き出すことで本性を現す。ムーリドの顔は、腹話術の人形と近似したものとなっている。
幻覚を生み出すことによってセーラーマーズの腕を石化させるなどセーラームーンたちを翻弄したが、タキシード仮面によって幻影が破られた後はセーラーマーズに「悪霊退散」のお札を貼られて動きを封じられ、セーラーマーズの「ファイヤー・ソウル」とセーラームーンの「ムーン・ティアラ・アクション」の合体技を受けて倒される。
名前の由来は「ドリーム」のアナグラム。ジェダイト妖魔群最後の妖魔となった。

#### ネフライト直属妖魔群
ネフライトは占星術によって厳選した人間の持ち物に配下の妖魔を魔の紋章に変化させて取り憑かせ、所有者のエナジーを極限まで高め、根こそぎ奪う作戦を行った。憑かれた対象は人格に変調を来し、目的に対して偏執的になる。対象のエナジーレベルがピークに達した時、ネフライトの指令によって妖魔が実体化する。
ネフライトは不特定多数の人間から大量のエナジーを奪うジェダイトの作戦を蔑んでいたが、一度も成功していない（ただし、第19話でイレギュラーにより大量のエナジーを得ている）。第22話ではネフライトが対象となった人間を操るために分身を出現させ、ダイアモンド国王女と大阪なるに憑依している。憑依された対象は肌の色が紫色になるが、ここでは妖魔ではなくあくまでも「ネフライトの分身」とする。
テスニー
声 - 阿部道子
第14話に登場。ネフライトが最初に送り込んだ妖魔。西園寺瑠衣のテニスラケットに潜む。セーラームーンをテニスボールに変化させて翻弄したほか、手にしたラケットによって暴風を起こす。タキシード仮面の参戦により倒された。
名前は「テニス」のアナグラム。
ペタソス
声 - 上村典子
第15話に登場。再開発工事によって閉鎖の途上にあった公園を管理している国立の帽子に、ネフライトが自然の大切さと自然を破壊する人間に対する怒りを説きつつ潜ませた妖魔。動植物や昆虫を操って攻撃を仕掛けるほか、「ハンドフラワー」を手から出して攻撃し、セーラームーンとセーラーマーキュリーを拘束し追い詰めた。
名前は古代ギリシア人が被っていた山が低く鍔が広い帽子の名称で、ギリシア神話ではヘルメスの翼の付いた帽子から。
ウィドウ
声 - 三田ゆう子
第16話に登場。結婚を間近に控えて「手作りウエディングドレスコンテスト」にエントリーしていた十番中学校の家庭科教師秋山ヒグレが選んだ生地に潜んだ。外見は女性と同化したクモで、口から糸を吐き出して攻撃する。セーラームーンを拘束したもののマーキュリーとマーズの連携によって拘束を破られ、セーラームーンによって倒された。
名前の由来はゴケグモ類の英名「Widow Spider」から。
キャメラン
声 - 大野由佳
第17話に登場。中学生カメラマンの篠川貴人が愛用する一眼レフカメラに潜んだ。撮影されたモデルを写真に封じ込める。実体化後は、右手の掌にある眼で対象を撮影する。セーラームーンを助けに現れたセーラーマーキュリーとセーラーマーズの必殺技を破った上、逆に写真の中に封じ込めた。その後、セーラームーンを追い詰めるが、壁が鏡張りであることを見抜いたセーラームーンの咄嗟の判断によって自身を撮影してダメージを受け、最後はセーラームーンに倒された。
ジュモー
声 - 篠原恵美
第18話に登場。進悟のガールフレンドで、母子共にフランス人形作家である香山みかがネフライトからの依頼によって作った10体のフランス人形に潜んだ妖魔。10体が完成したときに香山みかのエナジーレベルがピークに達して出現した。全身が球体関節人形の関節部を取り除いたような姿で、全身のパーツをバラバラにして飛ばすことによって攻撃する。セーラーマーズの「ファイヤー・ソウル」も難なくかわし、徐々に追い詰めるものの、セーラーマーキュリーによって右足が弱点であることをサーチされ、タキシード仮面の助けにより倒された。首にネフライトの紋章をペンダントとして身に着けている。
名前の由来は19世紀末フランスのビスク・ドール工房である「ジュモー」から。
レグルス
第19話に登場。プラネタリウムの獅子座から誕生したライオンそのものの姿をした妖魔。しかしこれは幻覚であり、他の妖魔とは違い、「ムーン・ティアラ・アクション」が通じなかった（ただし、タキシード仮面が投げたバラの攻撃は受けている）。
カストル&ポルクス
声 - 平松晶子、大野由佳
第21話に登場。スタジオダイブのアニメーター（原画担当）の松野浩美が、友人である只下和子とアニメーターになったときに手に入れた「約束の鉛筆」に潜んだ妖魔。双子のように強い友情で結ばれた「最強の妖魔」と呼ばれ、セーラーマーズの「ファイヤー・ソウル」やセーラーマーキュリーの「シャボン・スプレー」といった技を模倣して攻撃したが、友情は脆く、どちらがセーラー戦士に止めを刺すかで内輪揉めが生じ、結局「ムーン・ティアラ・アクション」と「シャボン・スプレー」と「ファイヤー・ソウル」の合体技によって呆気なく倒された。
名前の由来はギリシャ神話に登場する双子の兄弟「カストルとポルクス」から。この回の内容は、当時セーラームーンを製作していたスタジオ・ライブがモデルとなっており、作画監督であった只野和子や松下浩美がそれぞれ「只下和子」、「松野浩美」のモデルとなっている（ただし、アニメでは捻りが加えてあり、実際の松下浩美は男性である）。ネフライト妖魔群最後の妖魔。

#### ゾイサイト直属妖魔群
ゾイサイト配下の妖魔はスパイ活動を得意とし、ネフライト存命時に暗躍した。ゾイサイトの目的が『幻の銀水晶』の捜索であったためにエナジー集めは行われていない。
ヤシャ
声 - 上村典子
第23話に登場するゾイサイト直属の妖魔で、ネフライトを監視するために送り込まれた。普段は能面（小面の面）を被った能楽者のような姿をしているが、本性は夜叉そのものになる。
テレビゲームでは、業務用のベルトスクロール版とメガドライブ版の2作品にザコ敵として登場する。
グレープ&スズラン&ホウセンカ
声 - 高木早苗、潘恵子、佐藤智恵
第24話に登場するゾイサイト直属の3人の女性妖魔。ネフライトを陥れようと企むゾイサイトの命令を受け、なるを人質にとってネフライトをおびき出すが奪い返され、その場でネフライトを倒すのに失敗する。その後は逃げたなるとネフライトに追い付き、ネフライトに死ぬまでエナジーを吸い取る棘を打ち込み致命傷を負わせたが、最後は駆け付けたセーラームーンによって倒された。
グレープの攻撃は先述の棘、ホウセンカは小型の爆弾を投擲、スズランは両手の鈴から「鈴乱れの音」を発して相手を苦しめる三者三様の攻撃を行うが、個人個人の攻撃力はそれほど高くはない。

### 初代テレビアニメ後期
セーラージュピター登場以降のゾイサイトは、前世に妖魔であった存在に施された虹水晶の封印を解いて復活した最強妖魔七人衆を配下にして、セーラー戦士と戦わせた。この段階で虹水晶の奪取と回収がゾイサイトの目的に加わるが、エナジー集めは行われていない。虹水晶が全て出た後のゾイサイトは一度だけ普通の人間を妖魔にしている。
クンツァイトは直属の妖魔が無いが、ゾイサイトに引き続き、普通の人間を素体として妖魔を創って配下とする。同時に『幻の銀水晶』を回収することが目的だが、エナジー集めは行わない。
アカン
声 - 里内信夫
第32話に登場。生体アーマーを纏った姿の怪人。正体は遊園地のヒーローショーに出演していた主役の「レッドマン」。ゾイサイトが大阪なるを妖魔にすべく改良された黒水晶から妖魔化光線を放った際、光線がなるから外れたことで運悪く光線が命中して妖魔化してしまった。マリモを投げて攻撃する。名前の由来もマリモが産出される「阿寒湖」から。
スーパーファミコンのベルトスクロール版TVゲームとメガドライブ版TVゲームではザコ敵として登場し、マリモを投げるかわりにパンチ攻撃を行う。
ミツアーミ
声 - 片石千春
第36話に登場。クンツァイトに操られていた美容師のカリコ床山とヘアサロンの従業員の6人が合体して誕生した妖魔。三つ編みが4本のヘアスタイルが特徴で、他にも体の随所に鋏などの美容器具が見られる。右手が電動バリカンとなったバリカンアームで攻撃する。この時、クンツァイトはセーラー戦士との戦いの中でセーラームーン（月野うさぎ）の頭髪を手に入れ、持ち主を特定するためにヘアサロンを罠に利用したが、愛野美奈子の頭髪の中にうさぎの頭髪が混じっていたために、美奈子をセーラームーンの正体と勘違いしたカリコ床山に襲撃されている。
シャコウカイ
声 - 川浪葉子
第37話に登場。体の一部がシャコガイになった貴婦人風の怪人。正体はクンツァイトによって妖魔化したローズ夫人。セーラームーンをおびき出すために「プリンセス・セミナー」を主宰するが、当のセーラームーンは難を逃れた。相手を蝋によって固める技を得意とする。蝋攻撃は強力であり、セーラーマーズの「ファイヤー・ソウル」とセーラーヴィーナスの「クレッセント・ビーム」も通用しない。セーラー戦士との戦いの最中に現れたクンツァイトと洗脳されていたタキシード仮面が作戦について対立して板挟みとなり困惑する一面がある。名前は「シャコガイ」と「社交界」のダブルミーニングによる駄洒落である。最後はセーラームーンの「ムーン・ヒーリング・エスカレーション」を受け、浄化された。
スーパーファミコンのRPG『Another Story』では、ザコ敵として登場する。
ブリザー
声 - 佐々木優子
第38話に登場。体に雪だるまを付けた怪人。正体はクンツァイトによって妖魔化したスキーインストラクターの山本冴子。雪崩や吹雪を操る能力を持つほか、感情によって雪だるまの表情が変化する特徴を持つ。「ムーン・プリンセスコンテスト」を開催してプリンセスであるうさぎをおびき出そうとしたが、一緒に参加していた火野レイの身体能力から、レイがセーラームーンなのではないかと勘違いしていた。名前の由来は「ブリザード」。
スーパーファミコンのRPG『Another Story』ではザコ敵として登場する。
ゾイリンゲラー
声 - 山崎和佳奈、塩屋翼
第39話に登場した2人組の妖魔。正体はクンツァイトによって妖魔化されていた男女のフィギュアスケート金メダリストペア・ジャネリン&ミーシャ。ジャネリンの名前の由来は札幌オリンピック女子シングル銅メダリストで「銀盤の妖精」と謳われたジャネット・リンから。ミーシャは、札幌オリンピックにジャネット・リンと共に出場したアメリカ代表の男子シングル選手ジョン・ミーシャ・ペトケビッチから。
セーラーVに倒された妖魔
声 - 高戸靖広
第42話の美奈子の回想に登場した妖魔で、カタリナが追っていた男性が変身した。右手はナイフ状の刃物になっていて、両肩に棘を生やした緑色の悪魔のような姿をしている。最後はセーラーVのキックで倒された。
パピオン
声 - 三田ゆう子
第42話に登場。蝶のような姿をした妖魔。正体はクンツァイトによって妖魔化したカタリナ。蝶を操ったり、右手を巨大な鎌のように変形させて攻撃する。素体がセーラーヴィーナスと共闘していた婦警ゆえにヴィーナスの戦い方を知り尽くしており、「クレッセント・ビーム」を無効化し、蝶でダメージを与え戦闘不能にする。2度目の戦闘ではセーラームーンとセーラーヴィーナスの作戦にかかって動きが止まったところに「ムーン・ヒーリング・エスカレーション」を受けて浄化された。
オニワバンダナ
声 - 遠藤みやこ
第43話に登場。頭にバンダナを巻いた女お庭番風の怪人。正体はクンツァイトによって妖魔化した芸能記者の朝比奈ナナ。セーラー戦士たちの仲たがいに関して調査した。忍者がモデル故か、手裏剣や分身の術が得意。また、頭に巻いたバンダナによる拘束技も使う。語尾に「バンバン」と付ける口癖がある。他の妖魔は容姿に何らかの形で怪物的な要素を含んでいるが、彼女だけはほとんど人間と変わらない姿をしており、行動中にその姿を目撃したなるは単に「ドロボー」と呼んだ。
業務用ベルトスクロール型TVゲームではザコ敵として登場し、プレイディア版テレビゲーム『美少女戦士セーラームーンS クイズ対決! セーラーパワー結集!!』ではセーラーマーズにクイズを出題する敵として登場する。

#### 最強妖魔七人衆
初代テレビアニメのみに登場。『幻の銀水晶』の力で封印され、人間に転生した7体の妖魔。戦闘力は他の妖魔と一線を画す。体の中に銀水晶の欠片の「虹水晶」が封じられ、抜き取られると前世の力が暴走して妖魔として復活する。ほとんどの妖魔は覚醒した瞬間、自動的に「虹水晶」を抜き取ったゾイサイトの命令に従う。元の人間に戻るには、戦闘によるエナジーの消費とセーラームーンの浄化技「ムーン・ヒーリング・エスカレーション」の両方を必要とし、上手くいくと「リフレーッシュ!!」と叫びながら浄化される。これで人間に戻ると、虹水晶の力がなくても妖魔化を防げる。
全員の力を一つに集めると『伝説の最強妖魔』が誕生するが、アニメ本編には登場せず、それを想起させる怪物の姿のみ登場している。そのため、操られたエンディミオンによってレイの祖父（ジジ）以外の6体が黒水晶に閉じ込められたが、セーラーマーキュリーによって黒水晶は破壊されて6体は解放された。
妖魔時代の能力の名残で、人間状態でも超能力を持つメンバーがいる。この7体の風貌やモチーフに共通点はなく、ゲーセーンなどの人工物モチーフはジジなどの生物系モチーフに比べると人間状態との差が大きい。
ゲーセーン
声 - 大倉正章
第25話に登場。クレーンの丈が赤色の虹水晶を抜き取られて復活した妖魔。アーケードゲームのクレーンゲームやモグラ叩きをモチーフとしている機械系の怪人。「ゲーセーン!」と叫ぶ。セーラージュピターが初めて対峙した妖魔である。攻撃時にはレトロゲームにありがちの電子音が鳴る。名前はゲームセンターの略称から。
TVゲームにも登場していて、スーパーファミコンで発売されたベルトスクロールアクションゲームとRPG、メガドライブで発売されたベルトスクロールの3作品にザコ敵で登場する。
ボクシー
声 - 梅津秀行
第26話に登場。牧師さんがオレンジの虹水晶を抜き取られて復活した妖魔。猛禽の翼と足を持つボクサー姿の怪人。七人衆の中では、彼のみ顔に人間時の面影が残っている。ベルトの腹部側に装着したゴングを鳴らして戦闘をスタートさせる。装備しているグローブを飛ばして、ロケットパンチを放つ（呼称は「ラブリーパンチ」）。スタミナが3分しか持続しない弱点がある。普段は人間時と同様に英語まじりで喋るが、激昂すると名古屋弁が出る（声を担当した梅津が愛知県出身のため）。
第50話（『R』第4話）の遊園地のアトラクションのバーチャルシアターのシーンでカメオ登場している。
スーパーファミコンのRPG『Another Story』ではザコ敵として登場し、PCエンジンのバラエティーゲーム『美少女戦士セーラームーン コレクション』ではレイのミニシアターのやられ役として登場する。
ブンボー
声 - 太田真一郎
第27話に登場。水野亜美のクラスメートの浦和良が黄色の虹水晶を抜き取られて復活した妖魔。定規をデザインした薄緑のボディに両手がディバイダとコンパスになっている文房具モチーフの怪物。巨大三角定規を手裏剣として用い、両手のディバイダとコンパスは分離して攻撃の武器となる。虹水晶を抜かれた直後は浦和の意識が残っておりマーキュリーをかばったが、ゾイサイトの黒水晶でその意識を取り除かれた後は凶暴な性格になった上に更に巨大化した。
ビーナ
声 - 渕崎ゆり子
第28話に登場。画家の夢野ユメミが緑色の虹水晶を抜き取られて復活した妖魔。天使のような姿をしている。自らの羽を羽筆に変化させて中空に絵を描き、それを実体化させる能力を持つ。羽を失うと攻撃が不可能となる。
リコウケイダー
声 - 深見梨加
第29話に登場。西村レイカが青の虹水晶を抜き取られて復活した妖魔。左側を刈り込んだアシンメトリーな髪型で冷たい人相の怪人。名前の語源は「理工系だ」から来ている。うさぎを原生生物（単細胞）呼ばわりして見下した。攻撃の際にはフラスコなどを召喚する。セーラージュピターのシュープリームサンダーをフラスコで吸収し無効化して追い詰めた。
ジジ
声 - 西村知道
第30話に登場。レイの祖父である火野宮司が藍色の虹水晶を抜き取られて復活した妖魔。狛犬のような小鬼で身軽で素早い動きを持ち、口から吹く突風と鋭い爪を武器とする。レイは変身せずに必死に肉親の情に訴えて元に戻そうとしたのだが、直前に情緒不安定で無茶ばかり言う祖父を叱り付けたのが影響していたのか、結局それは叶わなかった。しかし、レイの悪霊退散とセーラームーンの浄化によりリフレッシュした。
第50話（『R』第4話）の遊園地のアトラクションのバーチャルシアターのシーンでカメオ登場している。
スーパーファミコンとメガドライブのベルトスクロールアクションゲームではザコ敵として登場する。
バケーネ
声 - 安西正弘
第31話に登場。小原杏の飼い猫であるレッドバトラーが紫色の虹水晶を抜き取られて復活した巨大な化け猫。設定上は妖魔七人衆の中で最強の力を持つとされ、チタン合金をも切り裂く鋭い爪を持つが、劇中では一切触れられていなかった。「バケーネ」という名前も劇中では出てこず、名前は関連書物などに掲載された設定資料などで明らかになった。
レッドバトラーがルナに対して思いを寄せていたためか、本来のレッドバトラーの意識が強く残存しており、河川敷の法面から転落しかけたルナを片手でキャッチして救うという、温和で非交戦的な一面を見せている。浄化される際「ニャフレーッシュ!!」と叫びながら浄化されている。
劇中ではセーラー戦士とのバトルは全くなかったが、ベルトスクロール型TVゲーム（スーパーファミコン版はエンジェル、業務用はバンプレストから発売された）ではステージボスとして登場する。

#### DDガールズ
初代テレビアニメのみに登場。第45話の最終決戦に登場する最強のクイン・ベリル直属妖魔群。北極圏Dポイントで最大の力を発揮するため、アジト入り口の守護を担っていた。全員女性で、北極にもかかわらずレースクイーン風のきわどい水着を着用。妖精に似た翼と額の触覚があり、普段は美人だが倒されると食肉目に似た顔になる。高速飛行と放電、そして腕を柔らかく伸縮自在の触手に変える能力があり、触手に変えた腕で相手を雁字搦めにし、そのまま電撃をお見舞いする攻撃パターンを持つ。
Dポイントに来たセーラー戦士を地の利で圧倒するが、セーラー戦士4人の命を掛けた抵抗で相打ちとなった。この展開が描かれた第45話が放送された際、DDガールズと戦ったセーラー戦士たちが次々と死んでいくのを見て、メインの視聴者層である多くの女児にショックを与えたことが新聞の読者投稿欄に掲載されるほどだった。ラジオ福島のアナウンサーだった大和田新も、当時娘が泣いているのを見てテレビ局に抗議の電話をしたという。後に武内は原作本新装版3巻での巻末にて「原作第1期のラストでそういう展開をしたかったが担当から止められた」と展開を肯定する趣旨の発言をしている。ちなみに、他のProduction I.G作品とは異なり、2023年2月22日以降のウォルト・ディズニー・スタジオの映像レーベルにおける日本国内でのスタジオジブリ作品のビデオの販売や他のウィリアムズ・ストリート作品のように、残酷な暴力描写に描かれていない。また、ビズメディア版の英語吹き替えでは、この5人と戦ったセーラー戦士たちが次々と死んでいく描写はあるが、DIC版の英語吹き替えでは、この描写はなかった。
名前の由来はC.C.ガールズから。TVゲームではスーパーファミコンのRPGとPCエンジンのアドベンチャーゲームに登場する。ミュージカルにも登場する。
DDガールズI（リーダー）
声 - 川島千代子（EDクレジットに表記なし）
DDガールズのリーダー。片目を長い金髪で隠した青い肌の妖魔で、ひとりだけワンピース状の服を着ている（他の4人はビキニ）。必殺技のひとつである幻覚を自在に操るが（幻覚はマグマなど本物と同じ高エネルギー体として創り出すことが可能）、セーラーマーキュリーに幻覚の源である宝玉を見破られて破壊される。その後、セーラーマーズと死闘を繰り広げ、瀕死のセーラーマーズに触手をつかまれ、命を掛けた最後の「ファイヤー・ソウル」で灰になった。
DDガールズII（緑の将）
声 - 佐藤麻子
動きが素早く、長身長髪で緑の肌を持つ妖魔。セーラーマーズを氷に閉じ込め、セーラームーンを襲おうとしたが、セーラーマーズが氷のなかから放った「ファイヤー・ソウル」を喰らって灰になった。
DDガールズIII（紅の将）
声 - 中村尚子、柿沼紫乃（カセットコレクション）
地中潜行状態からの攻撃が得意な、小柄でショートカットで大きな瞳を持つピンクの肌の妖魔。セーラーヴィーナスを地中に引きずりこんで追い詰めるが、彼女の「クレッセント・ビーム」を眉間に直射されて消滅した。
DDガールズIV（紫の将）
声 - 高木早苗
放電攻撃を得意とする、紫の肌に灰色のソバージュ長髪の妖魔。触手で捕えたセーラージュピターに対して5人がかりの放電攻撃をしたが、もともと雷を扱うジュピターには効果が薄く、ジュピターの命懸けの「シュープリーム・サンダー」の前に逃げ遅れて消滅した。
DDガールズV（橙の将）
声 - 篠原恵美（EDクレジットに表記なし）
放電攻撃を得意とする黒っぽいオレンジの肌に土色の長髪の妖魔。DDガールズIVとともにセーラージュピターの命懸けの攻撃に逃げ遅れて消滅した。

### テレビゲーム
ムチムチ
スーパーファミコンのベルトスクロール版に登場するザコ敵。ムチを所持した女性の姿をしている。2面のみ登場する。
ヒラヒラ
スーパーファミコンのベルトスクロール版に登場するザコ敵。小柄な体格の道化師のような風貌の怪人。
ゴロゴロ
スーパーファミコンのベルトスクロール版とメガドライブ版に登場するザコ敵。太ったピエロのような風貌の怪人。
覆面男
業務用ベルトスクロールゲームに登場するザコ敵。覆面を被った男性の姿をしている。5面のみ登場する。

### その他
花嫁マネキンの妖魔（仮名）
声 - 浅野真澄（Crystal）
原作と『Crystal』のAct5に登場。原作では単にネフライトの影が花嫁のマネキンに乗り移った存在でしかなかった。『Crystal』ではネフライトと共にセーラー戦士たちを急襲するが、覚醒したセーラージュピターに倒された。
マネギン
ミュージカル作品『外伝 ダーク・キングダム復活編』とメガドライブ版TVゲームに登場する。ミュージカル作品では桜田春菜に変装してセーラー戦士たちを罠にハメようとした。メガドライブ版の1面ではステージボスとして登場するが、後の面ではザコ敵として登場する。
インストラクターA、B、C
声 - 増田有宏、小林俊夫、真地勇志
初代テレビアニメ版の第4話に登場。この3人は妖魔ではなく、ジェダイトによって取り付けられた頭部のリングによって操られていた人間であり、セーラームーンが放ったムーンティアラアクションによって装着していたリングを破壊されると正気を取り戻している。ジェダイトに操られていた間は目が黄色く黒目がない状態になっている。エナジーはエステサロン（ジム）に設けられたジェダイトが仕掛けたカプセルによって集めていた。

## 関連用語
エナジー
人間の生命力を指す。「幻の銀水晶」の代わりに、メタリア復活のエネルギーとしてダーク・キングダムに集められていた。吸い取られた人は倒れる・眠る・やつれるなどの状態に陥る。
黒水晶
初代テレビアニメ版ではダーク・キングダム四天王のネフライトが「幻の銀水晶」を探すために作り出したアイテム。人間の優しい心に反応するらしく、ネフライトが「プリンセスは大阪なるではないか」と疑うことになった。ゾイサイトに奪われた後、クイン・ベリルによって虹水晶にのみ反応するよう加工される。最後は転生した妖魔七人衆を吸収する力を得た。
原作設定資料によれば、クイン・ベリルの水晶玉は黒水晶から作られている。
PCエンジンのアドベンチャーゲームでは、地球国で邪黒水晶を改良したものであり、善人でも使えるという設定になっている。
黒水晶（モリオン）は実在するパワーストーンだが、こちらはマイナスエネルギーから持ち主を守ってくれる強力な魔除けの石と言われている。
虹水晶
初代テレビアニメ版のみ登場。「幻の銀水晶」が七分割された七色の宝石で、最強妖魔七人衆が転生した人間や動物の体内に封印されている。全て出そろった後でタキシード仮面がクンツァイトに致命傷を負わされたときにセーラームーンの涙の粒に吸収されて「幻の銀水晶」に戻った。
クリスタルゼミナール
ジェダイトの作った学習塾で、水野亜美が通っていた超エリートの進学塾。講義は毎日あり、すべてパソコンを使用する。実写ではアルトゼミナールという名称。
クリスタルディスク
前述の学習塾で使用するディスク。学習内容が面白いため、これを使っていた塾生たちは異常なほど勉強に熱中していた。実はエナジーを吸い取るための装置。
初代テレビアニメ版ではクリスタルゼミナールの講師に化けていた妖魔ガロベンがこのディスクを使って塾生からエナジーを奪っていた。旧版ではフロッピー・ディスク、新装版と『Crystal』ではCDもしくはDVD。
Dポイント
ダーク・キングダムの城に通じる入り口がある場所。北極圏・北極海の真下の隠された地中にあり、原作と『Crystal』ではここにクイン・メタリアやダーク・キングダムの遺跡が封印されていた。
雨の木（レイン・ツリー）
原作番外編『カサブランカ・メモリー』に登場。特徴的なデザインのオルゴールで、センチメンタルな気分にさせる曲をかけ、エナジーを奪う。同名のカフェで、女装したゾイサイトがピアノでこの曲を弾いていた。
ダーク・エージェンシー（Aベックス）
本作の前日談である『コードネームはセーラーV』に登場するダーク・キングダム直属の芸能会社。後に「Aベックス」（エースベックス、エイベックスのパロディ）と会社名称を変更する。詳しくはダーク・エージェンシーを参照。